# Theodor Brauer (Politiker)
Theodor Brauer (* 12. April 1949 in Kleve) ist ein deutscher Politiker (CDU). Von 2004 bis 2015 war er Bürgermeister der Stadt Kleve.

## Leben
Brauer besuchte ab 1955 die Volksschule in Kellen, anschließend die Gymnasien in Gaesdonck und Kleve, wo er 1970 das Abitur ablegte. Danach war er für ein Jahr in der Finanzverwaltung des Landes Nordrhein-Westfalen tätig. Von 1971 bis 1974 studierte er an der Pädagogischen Hochschule Rheinland in Neuss mit den Studienschwerpunkten Deutsch, Wirtschaftslehre und Theologie. Im Jahr 1974 absolvierte er die Erste Staatsprüfung und machte dann bis 1975 sein Referendariat in Xanten. Anschließend folgte die Zweite Staatsprüfung. Seitdem arbeitete er bis zu seiner Wahl zum Bürgermeister als Lehrer an der Ringschule Kleve, einer Schule für Lernbehinderte.

## Politik
Brauer trat 1980 der CDU bei und wurde 1982 Vorsitzender des CDU-Ortsverbandes Kellen, was er bis 1986 blieb. Von 1984 bis 1989 und dann wiederum seit 1994 gehörte Brauer dem Rat der Stadt Kleve an. Von 1992 bis 2005 war er Vorsitzender des CDU-Stadtverbandes Kleve und seit 1995 war er stellvertretender Vorsitzender des CDU-Kreisverbandes Kleve. Seit 1999 gehörte Brauer dem Kreistag von Kleve an. Nachdem er 1994 zum stellvertretenden Bürgermeister der Stadt Kleve gewählt worden war, wurde er bei der Kommunalwahl 2004 zum hauptamtlichen Bürgermeister der Stadt Kleve gewählt. Dabei vereinbarte die CDU im Rat eine Listenverbindung mit der von Artur Leenders geführten Fraktion der Grünen, was als eines der ersten Bündnisse zwischen CDU und Grünen auf kommunaler Ebene gilt. Bei der Bürgermeisterwahl 2009 wurde Brauer im Amt bestätigt. Mit 54,35 Prozent der Stimmen setzte sich Brauer gegen Josef Gietemann (SPD) durch, auf den 24,66 Prozent der Stimmen entfielen. Zur Kommunalwahl 2015 trat er nicht mehr an.

## Weblink
- Lebenslauf. Archiviert vom Original; abgerufen am 28. Juni 2020.